# Chrysops lutzi
Chrysops lutzi är en tvåvingeart som beskrevs av Krober 1925. Chrysops lutzi ingår i släktet Chrysops och familjen bromsar. Inga underarter finns listade i Catalogue of Life.